# Bisbat de Sogorb-Castelló
El bisbat o diòcesi de Sogorb-Castelló (en llatí:Diœcesis Segobricensis-Castellionensis) va ser creat per Decret de la Sagrada Congregació Consistorial en 1960, d'acord amb el Concordat de 1953 a partir d'un reajustament de bogues entre les diòcesis de València-Sogorb-Tortosa.

## Història

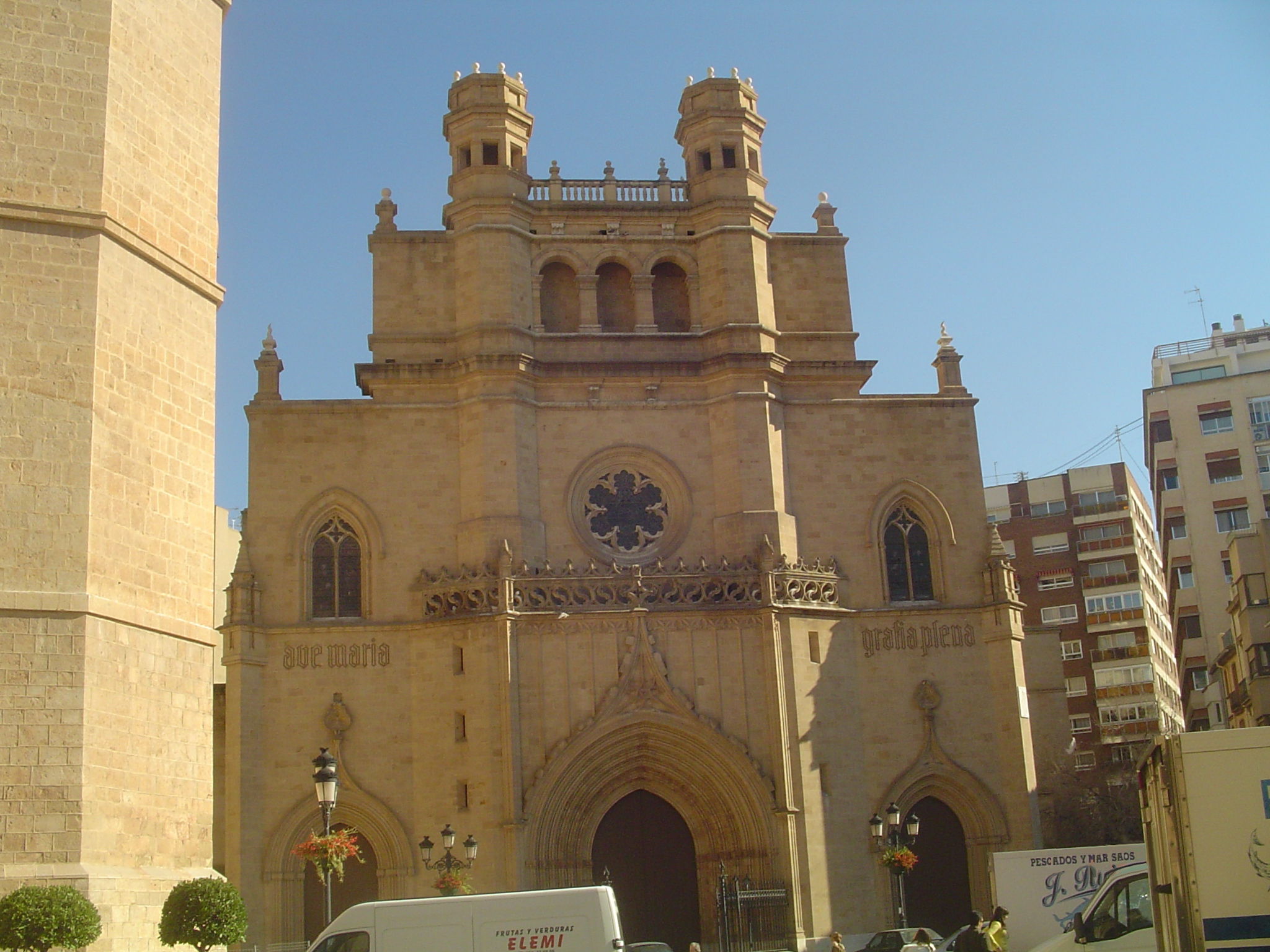
La Cocatedral de Santa Maria a Castelló de la Plana

Entre els anys 1160 i 1168, el cavaller navarrès Pero Ruiz d'Açagra, es va convertir en senyor d'Albarrasí, i va desitjar refundar la suposada antiga diòcesi de la zona, però el Papa Adrià IV, donà l'Església de la ciutat a la de Saragossa, decisió donada per Alfons el Cast, que també la dona a aquella seu.
Tanmateix, Pedro Ruiz de Azagra, va tractar de fundar seu episcopal a Albarrasí. El bisbe de Saragossa es va oposar a la creació d'aquest bisbat i va obtenir dictamen favorable de la Cúria Pontifícia, declarant a Albarrasí subjecta a la seu cesaraugustana. Pedro Ruiz de Azagra, va recórrer a l'Arquebisbe de Toledo. Aquest va usar la facultat que havia atorgat el Papa Urbà II al primer Arquebisbe toledà de nomenar bisbes en llocs que s'haguessin conquistat i ell cregués oportú, i va concedir a Pedro Ruiz de Azagra, el seu desig.
En 1172, Martí va jurar obediència a Toledo, prenent com títol el de bisbe arcabricenc, atès que durant la reconquesta, no es fundaven noves diòcesis, sinó que es procurava restablir les antigues.
Quatre anys més tard, a Albarrasí era ja comú sentir que aquesta terra no va pertànyer a Arcabria, sinó a l'antiga Diòcesi de Segòbriga, basant-se en les antigues divisions territorials del Rei Wamba. A conseqüència d'aquest fet, es va obligar el bisbe Martí a prendre el títol de bisbe de Segòbriga i de la Seu d'Albarrasí.
Els papes Gregori IX i Innocenci IV, van exhortar les nobleses castellana i aragonesa que prenguessin Sogorb als andalusins. Quan es va conquistar en 1245, la seu episcopal es va traslladar d'Albarrasí a Sogorb. Dos anys després Innocenci IV va ordenar que s'unissin les dues Esglésies.

### Territori històric
Gràcies als plets de la Diòcesi de Sogorb-Albarrasí amb l'Arxidiòcesi de Tarragona, el papa Joan XXII va elevar la càtedra de Saragossa al rang d'arxidiòcesi, donant-li per sufragània la diòcesi de Sogorb-Albarrasí.
Més tard, Sogorb-Albarrasí, va tenir grans disputes territorials amb la seu de València, ja que aquesta al·legava els seus drets sobre diverses esglésies de Sogorb: Altura (Alt Palància), Alpont, Llaures, Arcos de las Salinas, Andilla, Vilafermosa, Cortes d'Arenós, Sucaina, Villamalefa, Arenós, Xèrica i fins a 32 esglésies més, de les quals, València cobrava rendes, per la donació en 1245 per part del rei musulmà de València Abu-Zayd al rei en Jaume I.
El bisbe de València Arnau de Peralta va prendre a mà armada l'església de Sogorb i va expulsar-ne el bisbe. Roma va resoldre la qüestió en favor del bisbe de Sogorb-Albarrasí, encara que molts dels territoris ocupats van quedar en mans de la mitra valenciana (fins al reajustament de circumscripcions en 1953, any en què el bisbat de València es va desprendre d'un grup de vint-i-dues esglésies que formaven un exclavament en la província de Castelló).

### Administració
La Diòcesi de Sogorb-Albarrasí estava composta per un capítol comú, un degà comú, un tresorer comú i un xantre comú, però cadascuna de les dues esglésies, Sogorb i Albarrasí, tenien un ardiaca propi i sis canonges.

## Fi del Bisbat de Sogorb-Albarrasí
L'arxidiaconat d'Alpont va ser una de les Esglésies que es va quedar València després de les disputes dels dos bisbats. Però, aquest va ser l'únic retornat (en 1347 per sentència de la Cúria Romana). A partir de llavors, les Esglésies de Sogorb i Albarrasí van romandre unides 318 anys.
El papa Gregori XIII, a instàncies de Felip II d'Espanya, va dissoldre la unió al·legant, en una Butlla publicada en 1577 les següents raons: Sogorb pertanyia al Regne de València i Albarrasí al d'Aragó; tots els Canonges, residien a Sogorb i, el culte a Albarrasí estava abandonat a causa de la gran població morisca. També va aprofitar la vacant de l'arquebisbat de Saragossa i la del bisbat de Sogorb-Albarrasí. L'ordre va ser ben acollida a Albarrasí, però no a Sogorb, que va retardar la separació vint anys.
El nou Bisbat d'Albarrasí, va ser proclamat sufragani de Saragossa, mentre que el de Sogorb, ho va ser de València.

## Diòcesi de Sogorb-Castelló
El Concordat de 1953 i l'intent d'adaptar els bisbats als límits provincials civils va propiciar la configuració actual de la nova diòcesi. El Decret de la Sagrada Congregació Consistorial De mutatione finium Dioecesium Valentinae-Segorbicensis-Dertotensis, de 31 de maig de 1960, desmembrava del territori de la Diòcesi de Sogorb les parròquies pertanyents a la província de València, les quals foren agregades a l'Arxidiòcesi de València. De la mateixa manera, del Bisbat de Tortosa eren desmembrades les parròquies dels Arxiprestats de Nules, Vila-real, Castelló de la Plana, Llucena i Albocàsser i agregades a Sogorb. A banda de les anteriors també va incorporar-se Betxí, que com un enclavament, va pertànyer a la diòcesi de Terol fins al 1956 (i després, del 1956 al 1960, al Bisbat de Tortosa).
Castelló, capital de província, havia estat el "centre" de la diòcesi on fra Antonio José Salinas Moreno (1790-1814), bisbe de Tortosa va manar construir el palau episcopal, com a residència en les seves llargues estades a Castelló.
Després de la unió, es va obligar els bisbes a dur el títol acumulatiu de Bisbe de Sogorb-Castelló, conservant la dignitat de Catedral episcopal Sogorb i elevant de rang a la llavors Col·legiata de Santa Maria de Castelló.

### Seus episcopals
- Com catedrals: Catedral Basílica de Sogorb, seu de la càtedra i la Cocatedral de Santa Maria de Castelló.
- Com palaus episcopals: Palau Episcopal de Sogorb, residència oficial del Bisbe, i el Palau Episcopal de Castelló, residència en les visites a la capital i voltants.

### Patrons de la diòcesi
Els patrons de la Diòcesi són: 

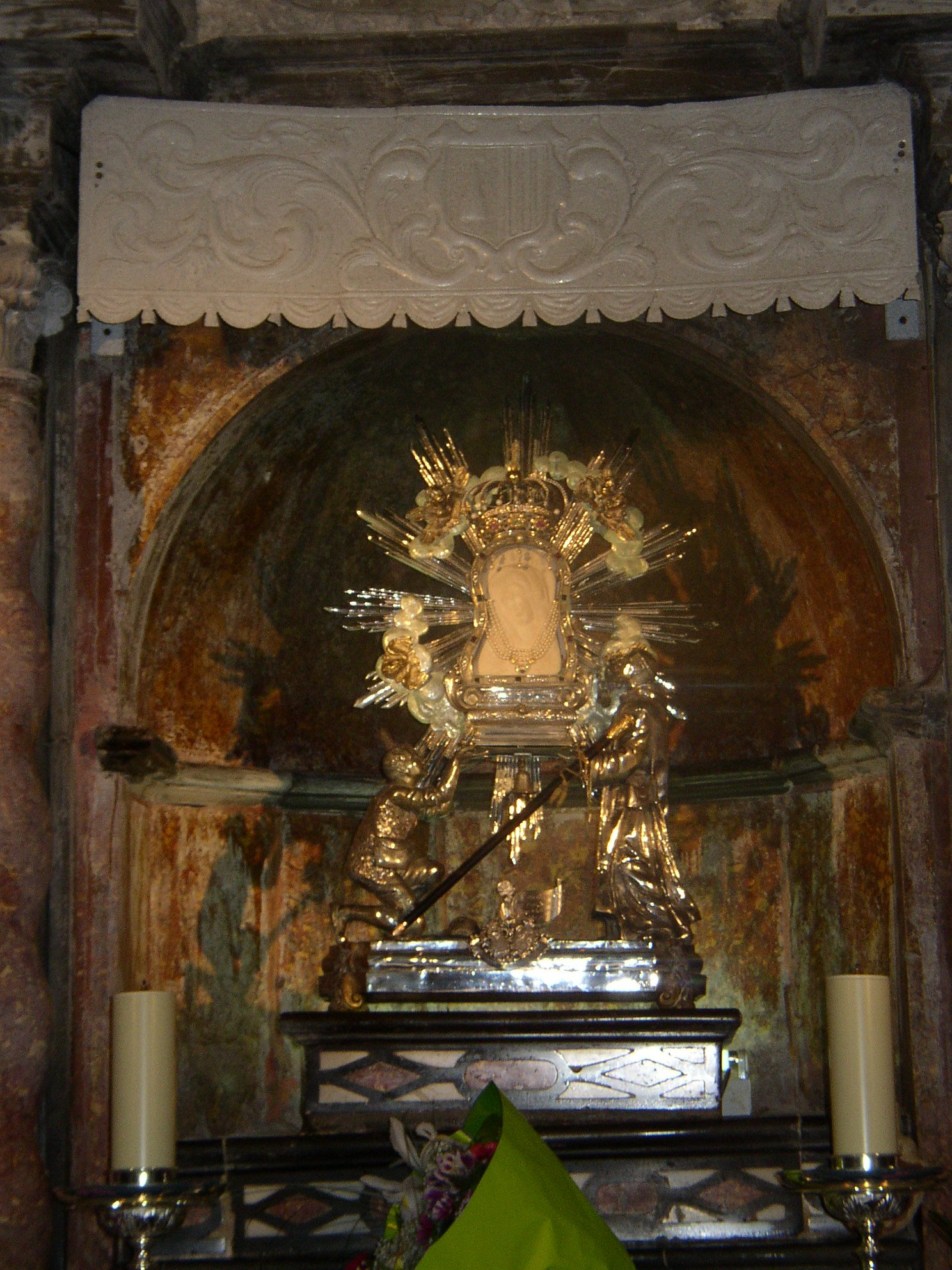
Imatge de la Mare de Déu de la Cova Santa.

- La Mare de Déu de la Cova Santa, patrona d'Altura, de Sogorb, de la província de Castelló i dels espeleòlegs espanyols.
- Sant Pasqual Baylón, patró de Vila-real i de la província de Castelló
- La Mare de Déu del Lledó, patrona de Castelló de la Plana.

## Estadístiques
A finals del 2010, la diòcesi tenia 434.100 batejats sobre una població de 510.725 persones, equivalent al 85,0% del total.
| any  | població | població | població | sacerdots | sacerdots       | sacerdots       | sacerdots             | diaques | religiosos | religiosos | parroquies |
| ---- | -------- | -------- | -------- | --------- | --------------- | --------------- | --------------------- | ------- | ---------- | ---------- | ---------- |
| any  | batejats | total    | %        | total     | clergat secular | clergat regular | batejats por sacerdot | diaques | homes      | dones      |            |
| 1950 | 80.000   | 80.020   | 100,0    | 97        | 56              | 41              | 824                   |         | 4          | 68         | 69         |
| 1970 | 310.189  | 310.430  | 99,9     | 267       | 193             | 74              | 1.161                 |         | 122        | 640        | 148        |
| 1980 | 363.446  | 364.308  | 99,8     | 243       | 180             | 63              | 1.495                 |         | 104        | 574        | 148        |
| 1990 | 382.094  | 383.474  | 99,6     | 229       | 163             | 66              | 1.668                 | 3       | 106        | 534        | 148        |
| 1999 | 386.815  | 388.238  | 99,6     | 220       | 159             | 61              | 1.758                 | 3       | 76         | 402        | 148        |
| 2000 | 395.306  | 396.757  | 99,6     | 235       | 159             | 76              | 1.682                 | 4       | 102        | 457        | 128        |
| 2001 | 395.306  | 396.757  | 99,6     | 238       | 162             | 76              | 1.660                 | 4       | 102        | 450        | 127        |
| 2002 | 398.566  | 401.377  | 99,3     | 248       | 173             | 75              | 1.607                 | 4       | 89         | 470        | 148        |
| 2003 | 402.965  | 412.990  | 97,6     | 240       | 156             | 84              | 1.679                 | 4       | 91         | 422        | 148        |
| 2004 | 420.301  | 440.746  | 95,4     | 245       | 169             | 76              | 1.715                 | 4       | 88         | 430        | 146        |
| 2010 | 434.100  | 510.725  | 85,0     | 222       | 197             | 25              | 1.955                 | 3       | 36         | 385        | 147        |

## Llista de bisbes de Sogorb-Castelló

### Bisbes de Sogorb-Albarrasí (1173-1577)
- Fernando (1173)
- Martín (1173 - 1210)
- Gil (1210-1213)
- Pedro Hispano (1213 - 1215)[1]
- Pedro Ginés (1215 - 1223)
- Domingo (1223 - 1234)
- Guillermo (1235 - 1237)
- Ximeno (1237 - 1244)
- Pedro García (1244 - 1259)
- Martín Álvarez (1259 - 1265)
- Pedro Garcés de Marcilla (1265 - 1272)
- Pedro Ximénez de Segura (1273 - 1277)
- Miguel Sánchez (1278 - 1284)
- Aparicio (1284 - 1301)
- Antonio Muñoz (1302 - 1319)
- Sancho d'Ull (1319 - 1356)
- Elías de Perigeux (1357 - 1363)
- Joan de Barcelona (1363 - 1370)
- Ènnec de Vallterra (1370 - 1387), nomenat arquebisbe de Tarragona)
- Diego Pérez de Heredia (1387 - 1400)
- Francesc Riquer i Bastero (1400 - 1409)
- Juan de Tahuste (1410 - 1427)
- Francisco Aguiló y Muñoz (1428 - 1437)
- Jaume Girard (1437 - 1445, nomenat bisbe de Barcelona)
- Gisberto Pardo de la Casta (1445 - 1454)
- Lluís Joan del Milà i de Borja, Cardenal (1455 - 1461), nomenat bisbe de Lleida)
- Pere Baldó (1461 - 1473)
- Gonzalo Fernández de Heredia (1474-1479), nomenat bisbe de Barcelona)
- Bartomeu Martí (1479-1498)
- Joan Marrades (1498 - 1499)
- Bartomeu Martí (1499 - 1500)
- Gilabert Martí (1500 - 1530)
- Gaspar Jofré de Borja (1530 - 1556)
- Juan de Muñatones (1556 - 1571)
- Francisco de Soto Salazar (1571 - 1576), nomenat bisbe de Salamanca)

Separació dels bisbats de Sogorb i Albarrasí el 1577.

### Bisbes de Sogorb (1577-1960)
- Francisco Sancho y Allepuz (1577 - 1578)
- Gil Ruiz de Lihori (1579 - 1582)
- Martín de Salvatierra (1583 - 1591)
- Juan Bautista Pérez Rubert (1591 - 1597)
- Feliciano de Figueroa (1599 - 1609)
- Pedro Ginés de Casanova (1610 - 1635)
- Juan Bautista Pellicer (1636 - 1638)
- Diego Serrano Sotomayor (1639 - 1652), nomenat bisbe de Guadix)
- Francisco Gavaldá y Guasch (1652 - 1660)
- Anastasio Vives de Rocamora (1661 - 1672)
- Josep Sanxis i Ferrandis (1673 - 1679), nomenat arquebisbe de Tarragona)
- Crisóstomo Royo de Castellví (1680 - 1691)
- Antonio Ferrer y Milá (1692 - 1707)
- Rodrigo Marín Rubio (1708 - 1714), nomenat bisbe de Jaén)
- Diego Muñoz Baquerizo (1714- 1730)
- Francisco de Cepeda y Guerrero (1731 - 1748)
- Francisco Quartero y Lumbreras (1749 - 1751)
- Pedro Fernández de Valverde (1751 - 1757)
- Blas de Arganda (1757 - 1770)
- Alonso Cano (1770 - 1780)
- Lorenzo Lay Anzano (1781)
- Lorenzo Gómez de Haedo (1783 - 1809)
- Lorenzo Alaguero (1814 - 1816)
- Francisco de la Dueña y Cisneros (1816 - 1821)
- Julián Sanz Palanco (1825 - 1837)
- Domingo Canubio (1847 - 1864)
- Joaquín Hernández Herrero (1865 - 1868)
- José Luis Montagut Rubio (1868 - 1875)
- Mariano Miguel Gómez (1876 - 1880), nomenat bisbe de Vitòria)
- Francesc d'Assís Aguilar i Serrat (1880 - 1899)
- Miguel María Cerero (1900 - 1907)
- Antoni Maria Massanet i Verd (1907 - 1911)
- Lluís d'Amigó i Ferrer (1913 - 1934)
- Miquel Serra i Sucarrats (1936), assassinat en el bàndol republicà poc després de començar la guerra civil. Sede vacante fins passada la guerra.
- Ramon Sanahuja i Marcé (1944 - 1950), nomenat bisbe de Cartagena)
- Josep Pont i Gol (1951 - 1960)

Reestructuració dels bisbats espanyols i creació del bisbat de Sogorb-Castelló en 1960.

### Bisbes de Sogorb-Castelló
- Josep Pont i Gol (1960 - 1970, nomenat arquebisbe de Tarragona)
- Josep Maria Cases Deordal (1972 - 1996)
- Juan Antonio Reig Pla (1996 - 2005), nomenat bisbe de Cartagena)
- Casimiro López Llorente (des de 2006)